# Santiago de Cuba (provincie)
Santiago de Cuba je jedna z provincií Kuby. Jejím správním střediskem je stejnojmenné město Santiago de Cuba. Provincie má plochu 6 228 km² a přibližně 1 056 000 obyvatel. Sousedí s provinciemi Granma, Holguín a Guantánamo. Na jihu je provincie ohraničená vodami Karibského moře. Na část území provincie zasahuje pohoří Sierra Maestra s nejvyšším vrcholem Kuby Pico Turquino (1974 m n. m.).